# Maud Gage Baum
Maud Gage Baum (27 de marzo de 1861-6 de marzo de 1953) fue una escritora estadounidense, hija de la sufragista Matilda Joslyn Gage y esposa del autor L. Frank Baum. Jugó un papel importante en la distribución del libro El maravilloso mago de Oz y en la promoción de la película El mago de Oz de 1939.

## Biografía

### Primeros años ySigloXIX
Maud vivió en Fayetteville, Nueva York con sus padres hasta que se casó con L. Frank Baum en 1882, abandonando su educación universitaria en la Universidad de Cornell. Inicialmente viajó con la compañía de actores de su esposo por todo Estados Unidos. Tras quedar embarazada, Maud y Frank se instalaron en una casa alquilada, donde ella dio a luz a Frank Joslyn en 1883. Las complicaciones derivadas del parto de su segundo hijo, Robert Stanton, en 1886, hicieron que Maud se viera afectada por una peritonitis. Enferma durante dos años, encontró consuelo visitando a su madre y sus hermanos. En 1889 y 1891, dio a luz a Harry Neal y Kenneth Gage, respectivamente.
Descrita por sus hijos como una madre sensata, Maud se hizo cargo de la economía familiar y de la disciplina de sus hijos. Era su principal cuidadora, ya que las obligaciones comerciales de su marido le obligaban a ausentarse durante semanas. La familia se trasladó a Aberdeen, Dakota del Sur en 1888 porque Maud deseaba estar cerca de su hermano y sus dos hermanas. Su esposo fue incapaz de ganarse la vida allí, por lo que se trasladaron a Chicago. Debido a su difícil situación económica, Maud también trabajó, enseñando a bordar y a hacer encajes.

### SigloXX
A partir de 1900, el libro ilustrado más vendido de su esposo, Father Goose: His Book (publicado por primera vez en 1899), aportó a la familia una seguridad económica de la que hasta entonces había carecido. Comenzaron a pasar los veranos en una casa de campo en Macatawa Park, Míchigan. En noviembre de ese año, Frank transfirió a Maud los derechos literarios de sus obras más recientes, entre las que se encontraban Father Goose y From Kansas to Fairyland (publicado posteriormente como The Wonderful Wizard of Oz). Gracias a estos éxitos literarios, la pareja tuvo la suficiente seguridad económica para hacer una gira por Egipto y Europa durante seis meses. Como Frank se ocupaba con frecuencia de escribir historias para sus editores, Maud era la que redactaba numerosas cartas, que se publicaron en 1907 con el título In Other Lands Than Ours. Tras la muerte de su esposo, Maud autorizó a Ruth Plumly Thompson a escribir más secuelas de Oz y ayudó a promocionar la popular película de MGM El mago de Oz (1939).
Murió el 6 de marzo de 1953 a los 91 años.